# Kołysanka (film 2010)

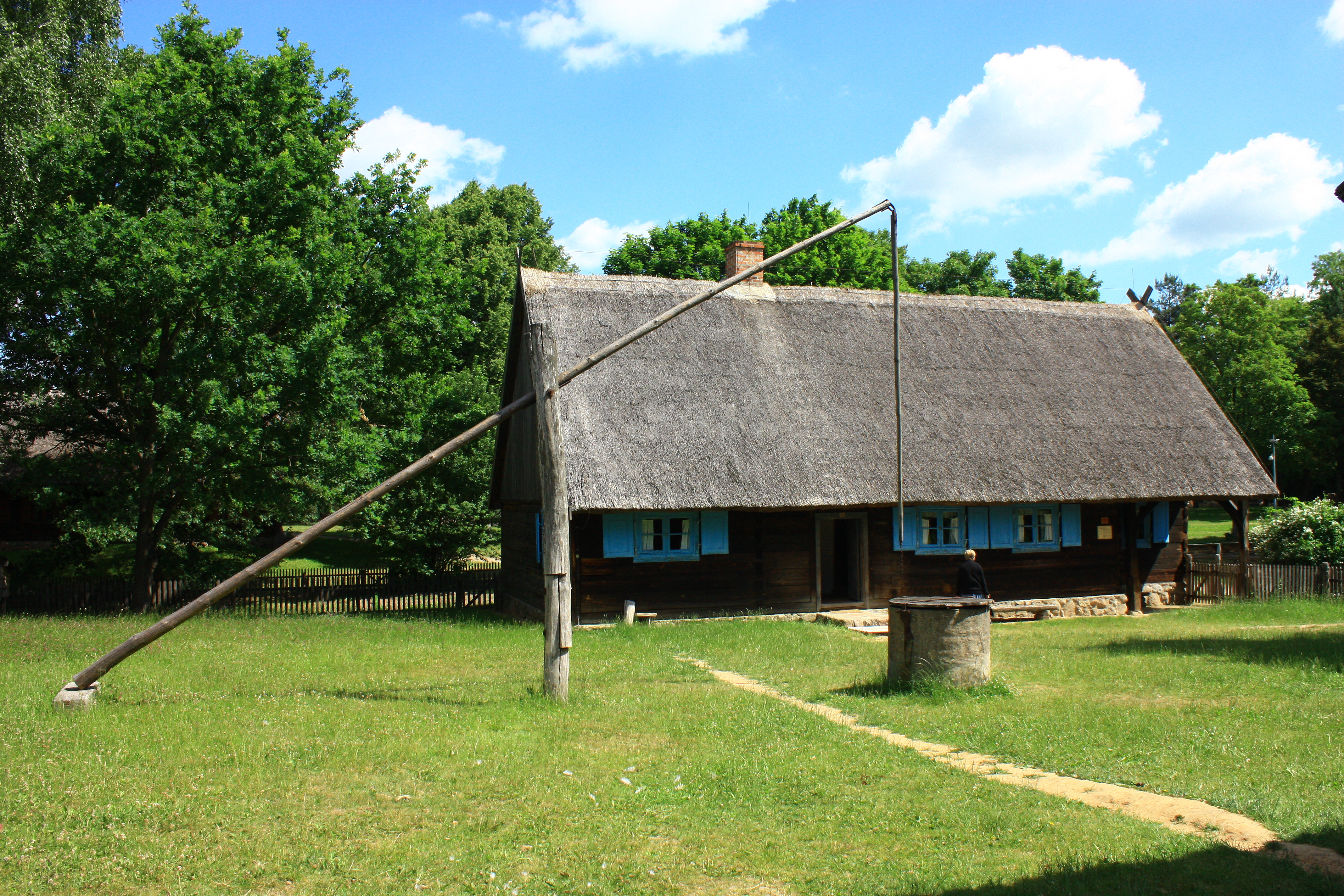
Sceneria z parku etnograficznego w Olsztynku, w której umiejscowiono akcję filmu (dom Makarewiczów)

Kołysanka – polska czarna komedia z 2010 roku w reżyserii Juliusza Machulskiego.
Zdjęcia do filmu powstawały od 11 sierpnia do 25 września 2009. Plenery kręcono w Konstancinie (posterunek policji) i w Muzeum Budownictwa Ludowego w Olsztynku.

## Treść
We wsi Odlotowo na Mazurach najpierw tajemniczo znika lokalny folklorystyczny rzeźbiarz Roman Łapszow, właściciel miejscowego gospodarstwa. Na jego miejsce wprowadza się dziwna rodzina Makarewiczów złożona z bladolicych, zawsze ubranych w czerń postaci. Wkrótce w tej okolicy zaczynają w niewyjaśnionych okolicznościach ginąć kolejni mieszkańcy: listonosz, później ksiądz z ministrantem, kobieta z opieki społecznej i zainteresowany kupnem gospodarstwa Niemiec ze swą tłumaczką. 

## Obsada
- Robert Więckiewicz – Michał Makarewicz
- Małgorzata Buczkowska-Szlenkier – Bożena, jego żona
- Janusz Chabior – dziadek Makarewicz
- Filip Ochiński – Wojtek, syn Makarewiczów
- Weronika Kosobudzka – Marysia, ich córka
- Julia Janiszewska – Ola, ich córka
- Jakub Bergiel – ich syn
- Patryk Bergiel – ich syn
- Krzysztof Kiersznowski – Roman Łapszow
- Krzysztof Stelmaszyk – komendant policji
- Katarzyna Kwiatkowska – policjantka Krystyna
- Przemysław Bluszcz – aspirant Nowak
- Antoni Pawlicki – ministrant
- Ilona Ostrowska – redaktorka z telewizji
- Michał Zieliński – ksiądz Marek
- Jan Monczka – Niemiec
- Aleksandra Kisio – Agata, jego tłumaczka
- Ewa Ziętek – pani Kasia, pracownica opieki społecznej
- Jacek Łuczak – zleceniodawca
- Maciej Marczewski – lekarz
- Jacek Koman – listonosz